# Хорват Йосип Іванович
Йосип Іванович Хорват (бл. 1750 — після 1801) — генерал-лейтенант, правитель Катеринославського намісництва з 1794 по 1796.

## Життєпис
Йосип Хорват — серб за національністю, походив з дворянського роду Хорватів, які перебралися до Російської імперії з Австрійської імперії у середині XVIII ст. Завдяки своєму батьку, генералу Івану Самойловичу Хорвату, який був головним командиром Новосербського корпусу в 1752—1764, засновником фортеці Святої Єлизавети, він ще малолітнім отримував високі військові звання.
Його дружиною була графиня Ганна Олександрівна Зубова, дочка сенатора графа О. М. Зубова і сестра Платона Зубова — фаворита Катерини II. Зубов був правителем краю, куди входило Таврійське, Катеринославське і Воронезьке намісництва, тому Йосип Хорват отримав звання генерал-майора, а згодом генерал-лейтенанта. З березня 1792 до червня 1794 був намісником у Воронежі, а з липня 1794 до грудня 1796 — у Катеринославі.
Його правління у Катеринославі згадують з негативним відтінком, так як при ньому погіршилися справи, зросло казнокрадство. У грудні 1796 Йосипа Хорвата усунули від посади і викликали до Петербургу. Там йому висунули звинувачення у зловживаннях з метою особистої наживи, зокрема у спогадах його співвітчизників згадувалися його махінації з хлібними магазинами. Слідство тягнулося довго, після смерті Павла I згадок про цю справу немає. Є лише відомості, що помер він не раніше 1801.
Був нагороджений орденами Олександра Невського, св. Анни I ступеня і св. Владимира ІІ ступеня.

## Родина
Йосип Хорват мав п'ятьох дітей від трьох дружин: чотирьох синів (Іван, Володимир, Ігнатій, Микола) і дочку Катерину (1777—1802), яка була фрейліною імператриці, дружиною директора Імператорських театрів, князя І.Тюфякіна.
Третя дружина — вдова дворецького Івана Дегая. Від Хорвата мала синів Володимира і Ігнатія. Її син від першого шлюбу сенатор Павло Дегай (1792—1849).